# The Widower
The Widower est une mini-série britannique en trois parties de 60 minutes créée par Jeff Pope et diffusée entre le 17 et le 31 mars 2014 sur ITV. La série est inspirée de faits réels.
Cette mini-série a été diffusée le lundi 19 novembre 2018 sur la chaîne Polar+.

## Distribution
- Kate Fleetwood (VF : Laurence Charpentier) : Felicity Webster
- Sheridan Smith (VF : Vanessa Van-Geneugden) : Claire Webster
- Federay Holmes (VF : Caroline Santini) : Jane Drumm
- James Laurenson (en) (VF : Philippe Catoire) : Brian Drumm
- Reece Shearsmith (VF : Marc Perez) : Malcolm Webster (en)
- Juliet Alderice (VF : Françoise Pavy) : Margaret Drumm
- Archie Panjabi (VF : Karine Texier) : Simone Banerjee
- Paul Blair (VF : Jérôme Keen) : l'agent Jarvis
- Alex Ferns (en) (VF : Olivier Cordina) : le capitaine Neil Thompson
- John Hannah (VF : Georges Caudron) : le lieutenant Charlie Henry
- Joanna Roth (en) (VF : Corina Pomérantz) : Trisha

- Version française
  - Studio de doublage : Nice Fellow[1]
  - Direction artistique : Catherine Brot
  - Adaptation : Elizabeth Prinvault